# Euhesma acantha
Euhesma acantha là một loài Hymenoptera trong họ Colletidae. Loài này được Exley mô tả khoa học năm 2004.

## Hình ảnh

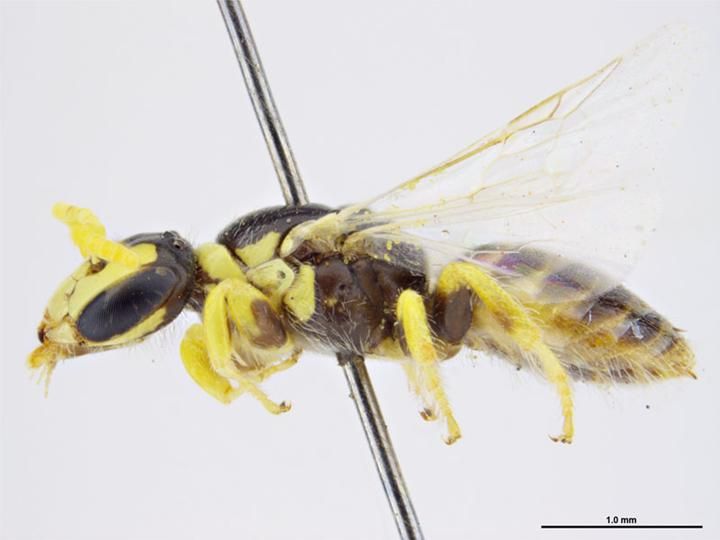